# Грушки (Житомирський район)
Грушки́ — село в Україні, у Хорошівській селищній територіальній громаді Житомирського району Житомирської області. Населення становить 414 осіб (2001).

## Географія
Загальна площа села — 18 км². Село розташоване в межах природно-географічного краю Полісся і за 15 км від районного центру — міста Хорошів. Найближча залізнична станція — Нова Борова, за 33 км.

## Історія
Населений пункт було засновано в 1795 році.
У 1906 році в селі мешкало 1080 осіб, налічувалось 203 дворових господарства.
У 1932—1933 роках Грушки постраждали від Голодомору. За свідченнями очевидців кількість померлих склала щонайменше 17 осіб.
На початку 1970-х років у селі діяла центральна садиба колгоспу «Маяк».
До 3 серпня 2016 року — адміністративний центр Грушківської сільської ради Хорошівського району Житомирської області.

## Населення
За даними перепису 2001 року населення села становило 414 осіб, з них 98,79 % зазначили рідною українську мову, а 1,21 % — російську.

## Соціальна сфера
У селі функціонують загальноосвітня школа І-ІІІ ступенів, сільський будинок культури, фельдшерський пункт і бібліотека.

## Пам'ятки
1965 року в селі з'явилися пам'ятник воїнам-односельчанам та братська могила радянських воїнів, які загинули впродовж німецько-радянської війни.

## Відомі люди
- Перепелиця Максим Олегович (1990—2017) — сержант Збройних сил України, учасник російсько-української війни.